# Жёлтый прочный AB
Жёлтый прочный AB (англ. Fast Yellow AB), жёлтый кислотный G (англ.  Acid Yellow) также известен как Fast Yellow, C.I. 13015, C.I. 14270, Food Yellow 2 — пищевой краситель, был зарегистрирован как пищевая добавка E105.

## Синтез
Жёлтый прочный AB получают путём сульфирования 4-аминоазобензола 25 % олеумом (серная кислота с 25 % по весу SO3). Процесс протекает в две стадии: первоначально сульфируется бензольное кольцо без заместителей, а затем кольцо, содержащее аминогруппу.

Синтез Жёлтый прочный AB сульфированием 4-Аминоазобензола.

## Использование
Жёлтый прочный AB — текстильный краситель для окрашивания шерсти. Светостойкость красителя значительно повышается за счёт ортогруппы сульфокислоты к аминогруппе по сравнению с моносульфонированным продуктом.
Под обозначением E105 Жёлтый прочный AB был одобрен в качестве пищевого красителя в Европейском союзе до конца 1976 года Директивой 62/2645/EC, пока не были обнаружены токсичные эффекты красителя, после чего его применение было запрещено в пищевой промышленности России, Украины, Европы и США.
В настоящее время Жёлтый прочный AB используется в косметике и при производстве диазокрасителей, таких как Biebrich scarlet (C.I. 26905) и Понсо S.

## Токсичность
Жёлтый прочный AB — опасный и высокоаллергенный азокраситель, особенно для людей с чувствительностью к аспирину. В высоких дозах вызывает поражение кишечника. Может являться мутагенном и вызывать рак мочевого пузыря.